# RKhM
Le RKhM « Cachalot » est un véhicule de reconnaissance radioactive et chimique soviétique, de conception inspirée du tracteur polyvalent légèrement blindé MT-LB.

## Conception
Le RKhM est conçu pour la reconnaissance des conditions radiologiques, chimiques et bactériologiques non spécifiques. Pour effectuer les tâches assignées, la machine est équipée de divers instruments et équipements de surveillance.
La carrosserie du véhicule est légèrement blindée et sert de structure porteuse. Les unités de transmission sont situées dans la partie avant. Dans la partie médiane se trouvent un compartiment de combat et un équipement spécial. Le coefficient d’atténuation du rayonnement gamma-neutronique varie de 10 à 12.
Pour la transmission rapide des données de renseignement et la communication avec le commandement, une station radio VHF R-123M est installée, équipée d'une antenne fouet de 4 mètres de haut et offrant une portée de communication allant jusqu'à 20 km. Les négociations entre l'équipage s'effectuent via l'interphone du char R-124.
Pour déterminer automatiquement les coordonnées de localisation lors de la reconnaissance, un équipement de navigation TNA-3 est installé dans le RKhM. L'équipement permet de déterminer les coordonnées de la position de la machine X i et Y i, ainsi que l'angle directionnel α i. La durée totale de fonctionnement du système sans réorientation est de 3 à 3,5 heures.
Lors de ses déplacements dans des zones contaminées du terrain, le RKhM peut, à l'aide de moyens spéciaux, marquer les limites des zones et les limites des passages sécurisées. Les marquages sont situés à l'arrière du véhicule. En plus des dispositifs indicateurs, le véhicule dispose de signaux d'alarme chimiques réactifs. Les fusées éclairantes sont situées à l'extérieur dans des tasseaux de cassette spéciaux. Elles peuvent être tirées jusqu'à une hauteur de 200 mètres, tandis que la visibilité de la fusée éclairante est assurée à des distances d'au moins 800 mètres pendant 12 secondes.
L'équipement spécial du RHM comprend également:
1. MK-3M : kit météo n° 3M pour la surveillance de la situation météorologique, de la température de l'air et de la direction du vent ;
2. IDK-1 : kit de dégazage pour le traitement du véhicule ;
3. FVU : unité de filtrage et de ventilation permettant de purifier l'air à l'intérieur de la voiture des produits chimiques toxiques et des poussières radioactives.